# Marufe de Carca
Marufe de Carca (em persa: معروف کرخی; romaniz.: Maruf Karkhi), também conhecido por seu nome completo Abu Mafuz Marufe ibne Firuz de Carca (Abu Mahfuz Maruf Ibn Firuz al-Karkhi), foi um santo sufi que é uma figura essencial no sufismo. Veio de um passado cristão e a história de sua conversão para o islamismo é uma das mais famosas na tradição islâmica.

## Biografia
Marufe nasceu no distrito de Uacite ou Carca em Bagdá. O nome de seu pai era Firuz, o que sugere que ele era de origem persa. Sua religião original é frequentemente compreendida como tendo sido cristã, o que pode significar que o pregador e místico armênio islâmico, Farqad Sabakhi, pode ter orientado Marufe. Attar narra em seu Memorial dos Santos que Marufe se converteu ao Islã em tenra idade nas mãos de Ali ibne Muça, depois de rejeitar todas as formas de politeísmo. A tradição reconta que ele imediatamente foi e contou a seu pai e sua mãe, que se regozijaram com sua decisão e se tornaram eles mesmos muçulmanos. Depois de aceitar o Islã, Marufe se tornou um estudante de Daúde Tai, e se submeteu a um severo julgamento de seu discipulado. Marufe, entretanto, permaneceu firme e provou a si mesmo tão devotadamente, que sua retidão se tornou localmente famosa.

## Tradição sufi
No sufismo, aqueles da ordem de Marufi são aqueles conectados a Marufe. Marufe deste modo forma um penúltimo vínculo no que é conhecido como a Cadeia Dourada (silsilah) do Sufismo, a linha de iniciação que forma uma cadeia ininterrupta com Maomé. Marufe, sendo um escravo liberto e discípulo de Ali ibne Muça, deu forma à parte dessa linhagem, enquanto ao mesmo tempo mantinha as instruções de seu mestre Daúde Tai e deste modo sendo também seu sucessor. Os sufis veneram Marufe em alto grau devido as múltiplas cadeias espirituais que se entrelaçam em suas instruções.